# Aeolosoma hemprichi
Aeolosoma hemprichi ist der Name einer sehr kleinen Ringelwurm-Art in der Familie der Aeolosomatidae, die als Substratfresser vor allem am Grunde europäischer Binnengewässer lebt.

## Merkmale
Aeolosoma hemprichi wird etwa 1 mm bis 5 mm lang. Der Kopf ist breiter als das ihm folgende Segment. An jedem Segment sitzen vier Borstenbündel mit annähernd geraden Borsten, wobei es an einem Borstenbündel längere und kürzere Borsten gibt. Die in der Epidermis sitzenden farbigen Drüsen enthalten eine orangerote bis dunkelpurpurfarbene Flüssigkeit. Das Oberschlundganglion ist hinten tief zweigeteilt. Beginnend mit dem ersten borstentragenden Segment enthält jedes Segment ein Paar Nephridien. Das im Vorderabschnitt des Tieres befindliche pulsierende Rückengefäß des Blutgefäßsystems geht hinter dem Oesophagus nicht in einen Sinus, sondern in ein Netzwerk von Kapillaren über, die den Mitteldarm versorgen.
Die 4 bis 14 Segmente fungieren als Zooide, die durch Fragmentation (Paratomie) gebildet werden und der ungeschlechtlichen Vermehrung dienen.

## Vorkommen und Verbreitung
Aeolosoma hemprichi lebt am Grunde von Binnengewässern, darunter Torfmoorgewässern und Brunnen, aber auch im Brackwasserbereich, insbesondere in detritusreichem Sand (Interstitial). Es ist in England, dem kontinentalen Europa und Nordafrika verbreitet.

## Lebenszyklus
Aeolosoma hemprichi ist Zwitter und kann sich auch geschlechtlich fortpflanzen. Es vermehrt sich jedoch vor allem ungeschlechtlich. Erreicht ein Individuum eine Anzahl von 14 Segmenten, so lösen sich innerhalb weniger Tage nach hinten hin mehrere Zooide vom Muttertier ab und bilden so einen Klon. Jedes abgelöste Segment wächst zu einem vollständigen neuen Tier heran.

## Ernährung
Aeolosoma hemprichi ernährt sich von mikroskopischen Algen und anderen Mikroorganismen, die auf dem Substrat leben und mit diesem mithilfe des muskulösen Pharynx eingesogen werden. Die Algen werden im Darm verdaut und die mineralischen Anteile unverdaut ausgeschieden.

## Erstbeschreibung
Aeolosoma hemprichi wurde 1828 von Christian Gottfried Ehrenberg erstbeschrieben. Er benannte die Art nach dem kurz zuvor mit 29 Jahren verstorbenen schlesischen Zoologen Friedrich Wilhelm Hemprich. Der Gattungsname bedeutet „flinker Körper“ (altgriechisch αἰόλος aiólos „flink“, σῶμα sō̂ma „Leib“).